# Ytterhogdals socken
Ytterhogdals socken i Hälsingland ingår sedan 1974 en del av Härjedalens kommun och motsvarar från 2016 Ytterhogdals distrikt.
Socknens areal är 224,00 kvadratkilometer, varav 216,20 land. År 2000 fanns här 1 018 invånare. Kyrkbyn Ytterhogdal med sockenkyrkan Ytterhogdals kyrka ligger i socknen.

## Administrativ historik
Ytterhogdals socken bildades under medeltiden som en utbrytning ur Färila socken under namnet Hogdals socken vilken under 1500-talet fick nuvarande namn. Socknen hörde först till Gävleborgs län men ändrade sedan den 1 januari 1864 (enligt beslut den 13 november 1863) länstillhörighet till Jämtlands län. 17 februari 1865 överfördes Risberget från Los socken samt Riberget från Ytterhogdal till Los socken.
Vid kommunreformen 1862 överfördes ansvaret för de kyrkliga frågorna till Ytterhogdals församling och för de borgerliga frågorna till Ytterhogdals landskommun. 1925 utbröts Ängersjö församling och Ängersjö landskommun. Landskommunen inkorporerades 1952 i Hogdals landskommun och uppgick 1974 i Härjedalens kommun. Församlingen uppgick 2006 i Ytterhogdal, Överhogdal och Ängersjö församling.
1 januari 2016 inrättades distriktet Ytterhogdal, med samma omfattning som församlingen hade 1999/2000.  
Socknen har tillhört fögderier, tingslag och domsagor enligt vad som beskrivs i artikeln Hälsingland. De indelta soldaterna tillhörde Hälsinge regemente, Jerfsö kompani.

## Geografi
Ytterhogdals socken ligger kring Ljusnan och Hoan. Socknen är utanför dalgångsbygd vid vattendragen ett bergigt skogslandskap med talrika sjöar med höjder som i väster når 606 meter över havet.
Socknen genomkorsas av E45 och Ytterhogdal är nordligaste ort vid länsväg 296, som går härifrån till Kårböle, Los och Voxna. Inlandsbanan passerar också genom socknen.
Gränsen mot Överhogdals socken är samtidigt landskapsgräns mot Härjedalen och var före freden i Brömsebro 1645 riksgräns mot Norge. Det har förekommit flera gränsbestämningar genom historien. År 1945 hittades ett gammalt gränsmärke i form av ett jätteflyttblock, kallad Runastein på gränsen mellan Ytterhogdal och Överhogdal. Förutom denna finns, i samma område, ytterligare ett jätteflyttblock invid Hoan, kallad Risstenen.

## Fornlämningar
Från stenåldern finns omkring 20 boplatser och från järnåldern några gravar. Dessa fornlämningar tillhör en fångstkultur som funnits invid sjön Havern i socknens nordöstra del. Från denna kultur härstammar även cirka 180 anträffade fångstgropar. Från medeltiden finns järnframställningsplatser av lågteknisk typ.finns boplatser och från järnåldern gravar samt fångstgropar.

## Namnet
Namnet (1273 Hoadalenn) innehåller bygdenamnet Hogdal, 'dalgången runt ån Hoen'. Ånamnet (1273, Hoe) innehåller ho, tråg, ränna' syftande på fördjupningar i åns nedre lopp. Ytter som nämn 1430 eller 1484 syftar på att socknen ligger närmare havet än Överhogdals socken.

## Kända från bygden
- Tord Grip, assisterande fotbollstränare till Sven-Göran Eriksson i flera år.

- Tony Gustavsson, expertkommentator på Canal Plus. Har spelat i Sundsvall, Ytterhogdal, Brage och spelande tränare i Degerfors, har även tränat Hammarby IF i allsvenskan och en sväng i Konsvinger i Norge.

## Befolkningsutveckling
| Befolkningsutvecklingen i Ytterhogdals socken 1750–2020 | Befolkningsutvecklingen i Ytterhogdals socken 1750–2020 | Befolkningsutvecklingen i Ytterhogdals socken 1750–2020 | Befolkningsutvecklingen i Ytterhogdals socken 1750–2020 | Befolkningsutvecklingen i Ytterhogdals socken 1750–2020 |
| --- | ------------------------------------------------------- | ------------------------------------------------------- | ------------------------------------------------------- | ------------------------------------------------------- |
| |                                                         |                                                         |                                                         |                                                         |
| År |                                                         |                                                         | Folkmängd                                               |                                                         |
| 1750 | 1750                                                    |                                                         | 437                                                     |                                                         |
| 1760 | 1760                                                    |                                                         | 451                                                     |                                                         |
| 1769 | 1769                                                    |                                                         | 507                                                     |                                                         |
| 1780 | 1780                                                    |                                                         | 576                                                     |                                                         |
| 1790 | 1790                                                    |                                                         | 568                                                     |                                                         |
| 1800 | 1800                                                    |                                                         | 605                                                     |                                                         |
| 1810 | 1810                                                    |                                                         | 737                                                     |                                                         |
| 1820 | 1820                                                    |                                                         | 760                                                     |                                                         |
| 1830 | 1830                                                    |                                                         | 836                                                     |                                                         |
| 1840 | 1840                                                    |                                                         | 923                                                     |                                                         |
| 1850 | 1850                                                    |                                                         | 1 012                                                   |                                                         |
| 1860 | 1860                                                    |                                                         | 1 138                                                   |                                                         |
| 1870 | 1870                                                    |                                                         | 1 218                                                   |                                                         |
| 1880 | 1880                                                    |                                                         | 1 563                                                   |                                                         |
| 1890 | 1890                                                    |                                                         | 1 796                                                   |                                                         |
| 1900 | 1900                                                    |                                                         | 1 947                                                   |                                                         |
| 1910 | 1910                                                    |                                                         | 1 946                                                   |                                                         |
| 1920 | 1920                                                    |                                                         | 2 062                                                   |                                                         |
| 1930 | 1930                                                    |                                                         | 1 686                                                   |                                                         |
| 1940 | 1940                                                    |                                                         | 1 658                                                   |                                                         |
| 1950 | 1950                                                    |                                                         | 2 077                                                   |                                                         |
| 1960 | 1960                                                    |                                                         | 2 014                                                   |                                                         |
| 1970 | 1970                                                    |                                                         | 1 459                                                   |                                                         |
| 1980 | 1980                                                    |                                                         | 1 483                                                   |                                                         |
| 1990 | 1990                                                    |                                                         | 1 266                                                   |                                                         |
| 2020 | 2020                                                    |                                                         | 625                                                     |                                                         |
| Anm: Källor: Umeå universitet - Tabellverket 1749-1859, Demografiska databasen, CEDAR, Umeå universitet, Folkmängden per distrikt, landskap, landsdel eller riket efter kön. År 2015 - 2022. |                                                         |                                                         |                                                         |                                                         |